# Pierre François Lehaen
Pierre François Lehaen SDB (* 17. Januar 1908 in Neerpelt, Belgien; † 26. April 1993) war ein belgischer Ordensgeistlicher und römisch-katholischer Bischof von Sakania.

## Leben
Pierre François Lehaen trat der Ordensgemeinschaft der Salesianer Don Boscos bei und empfing am 30. Juli 1933 das Sakrament der Priesterweihe. 
Am 12. Februar 1959 ernannte ihn Papst Johannes XXIII. zum Titularbischof von Hyllarima und zum Apostolischen Vikar von Sakania. Der Apostolische Vikar von Katanga, Jozef Floribert Cornelis OSB, spendete ihm am 31. Mai desselben Jahres die Bischofsweihe; Mitkonsekratoren waren der Apostolische Vikar von Kabgayi, André Perraudin MAfr, und der Apostolische Vikar von Luluabourg, Bernard Mels CICM.
Pierre François Lehaen wurde am 10. November 1959 infolge der Erhebung des Apostolischen Vikariats Sakania zum Bistum erster Bischof von Sakania. Am 15. Juni 1973 nahm Papst Paul VI. das von Lehaen vorgebrachte Rücktrittsgesuch an.
Lehaen nahm an allen vier Sitzungsperioden des Zweiten Vatikanischen Konzils teil.